# Violett Pi
Violett Pi (stylisé en « VioleTT Pi »), de son véritable nom Karl Gagnon, est un auteur-compositeur-interprète né à Granby au Québec. Il est le frère du réalisateur de vidéoclips Akim Gagnon et le partenaire de Klô Pelgag. Il a grandi à Buffalo, New York avant de revenir au Québec en 2002 pour lancer sa carrière artistique.

## Biographie
Il construit son projet après avoir participé à plusieurs concours musicaux sous le nom de Karl Gagnon ou autre pour finir par se définir en tant que « VioleTT Pi », nom qui lui vient de la fleur violette reconnue pour ses propriétés contre la mélancolie et l’insomnie  ainsi que π, un nombre irrationnel. Il participe au Festival international de la chanson de Granby en 2008, au concours des Francouvertes en 2010, et aux FrancoFolies de Montréal en 2011, 2013 et 2016. En plus de sa carrière musicale, Violett Pi à également publié un recueil de poésie intitulé Baloney Suicide. En 2023, il lance un album du même titre.

## Style
Musicalement, Violett Pi crée des arrangements rock, punk, pop et électronique avec un chant doux aux passages aigus et changements de rythme.

## Discographie

### Albums studio
- 2011 - VioleTT Pi (Ep) (Iconoclaste Musique)
- 2013 - -eV (L-A be)
- 2016 - Manifeste contre la peur (L-A be)
- 2023 - Baloney suicide (L-A be)

### Collaborations
- 2013 "Le Labyrinthe" (avec Klô Pelgag)

## Vidéos
- Les huîtres de Julie Payette (Manifeste contre la peur)
- Petit singe robot (eV)
- Nuage en flammes (eV)
- Labyrinthe (single)
- Princesse Carnivore (eV)
- Petite Brooklynn (Court métrage)
- Fleur de Londres (eV)
- Biscuit Chinois (EP - extrait du court métrage Avec le temps qui court, avec le temps qui passe)

## Prix et récompenses
- 2017 - Lauréat du Prix de la chanson SOCAN, volet francophone, pour la pièce «Les ferrofluides-fleurs», coécrite avec Klô Pelgag.
- 2024 - Nomination pour Album de l'année - Alternatif pour l'album Baloney suicide.[5]